# حمزة هومو
حمزة هومو (بالصربية: Хамза Хумо)‏ مواليد 30 ديسمبر 1895 في موستار، الإمبراطورية النمساوية المجرية - الوفاة 19 يناير 1970 في سراييفو، جمهورية يوغوسلافيا الاشتراكية الاتحادية، هو شاعر وكاتب مسرحي وكاتب قصص قصيرة بوسني.

## النشأة
ولد هومو في 30 ديسمبر 1895 في موستار لعائلة مسلمة من البوشناق. أنهى المدرسة الابتدائية، في كتَّاب في مدينة موستار.
في بداية الحرب العالمية الأولى جُنّدَ هومو في الجيش النمساوي، نظرًا لأن البوسنة والهرسك كانت جزءًا من الإمبراطورية النمساوية المجرية لأكثر من 30 عاما في تلك المرحلة. شغل منصب مترجم وكاتب في مستشفى في مدينة جيور، هنغاريا.

## الكتابة
بعد الحرب عاد إلى موستار، والتحق بكلية تاريخ الفن في جامعة زغرب. بعد ذلك أخذ طريقه إلى فيينا ثم إلى بلغراد. كان أول عمل لهومو هو (الحياة الداخلية) في عام 1919. أصبح محرراً في عام 1923. كما شغل منصب رئيس تحرير لمجلة غايريت من عام 1923 حتى عام 1931.
قضى هومو الحرب العالمية الثانية في قرية سيم في موستار. من عام 1945 قام بتنظيم صحيفة البوشناق نوفا دوبا (العصر الجديد)، وعمل بعد ذلك محررا لراديو سراييفو ومدير معرض الفنون.